# Pollenia hirticeps
Pollenia hirticeps este o specie de muște din genul Pollenia, familia Calliphoridae, descrisă de Malloch în anul 1927. Conform Catalogue of Life specia Pollenia hirticeps nu are subspecii cunoscute.